# Crușovu
Crușovu – wieś w Rumunii, w okręgu Aluta, w gminie Brastavățu. W 2011 roku liczyła 1215 mieszkańców.